# Christian Ier d'Anhalt-Bernbourg
Pour les articles homonymes, voir Christian Ier.
Christian Ier (né le 11 mai 1568 et mort le 17 avril 1630 à Bernbourg) fut prince d'Anhalt-Bernbourg de 1603 à 1630. Il fut également l'un des fondateurs et chefs militaires de l'union protestante (parti protestant) au début de la guerre de Trente Ans.

## Biographie
Christian Ier d'Anhalt-Bernbourg était le deuxième fils de Joachim-Ernest d'Anhalt (mort en 1586) et de sa première épouse la comtesse Agnes von Barby (décédée en 1569). À partir de 1570, il fut éduqué et instruit à Dessau, le lieu de résidence des princes d'Anhalt, par son précepteur Caspar Gottschalk. Il apprend en particulier le latin, l'italien et le français. Encore enfant, il peut participer à des missions diplomatiques, vers Constantinople notamment. Il est fort doué et devient un diplomate respecté et reconnu.
Au début de l'année 1586, il se rend à Dresde où il reste plusieurs années en tant qu'ami intime de son homonyme, le prince-électeur de Saxe Christian Ier, dont il partage les sympathies calvinistes.
Allié du roi Henri IV, ses troupes mettent à sac le château-fort et la ville de Forbach dans le duché de Lorraine. C'est peut-être au cours de cet épisode violent qu'est tué l'écrivain Johann Fischart, surnommé le Rabelais Allemand.
Lorsque éclate, en 1592, la lutte pour l'évêché de Strasbourg, il prend le parti du Margraviat de Brandebourg contre le duché de Lorraine. Trois ans plus tard, en 1595, il devient gouverneur du Haut-Palatinat au service de l'Électeur Palatin Frédéric V, en résidence à Amberg.
La même année que sa nomination, il épouse, le 2 juillet, la comtesse Anna von Bentheim-Tecklenburg, de onze ans sa cadette, qui lui donne cinq fils et onze filles avant de décéder en 1624.
En 1603, il renonce à la seigneurie de Plötzkau en faveur de son demi-frère Auguste, qui lui est apparenté, sous prétexte que ce dernier n'a rien reçu lors d'un partage territorial.
C'est à l'âge de 37 ans environ qu'il se déclare ouvertement calviniste. Il fonde en 1608 l'union protestante, une faction anticatholique et anti-impériale qui œuvre à la défense du culte réformé.
Lors de l'arrivée de Frédéric V  sur le trône palatin en 1610, l'influence de Christian Ier à la cour de Heidelberg augmente. En tant que chancelier du jeune et inexpérimenté prince, il participe notablement à l'élection de Frédéric V à la couronne de Bohême en 1619. Outre la perspective de pouvoir constituer une nouvelle entité politique de poids en Europe centrale existent aussi des considérations économiques en faveur du choix de son champion. Le Haut-Palatinat est, à cette époque, la principale région européenne productrice de fer et la Bohême, une place importante du commerce de l'étain et du verre. Leur réunion peut donc signifier la constitution d'une puissance économique et exportatrice de premier plan.
Christian d'Anhalt-Bernbourg est à la tête de l'armée tchèque et protestante lors de la bataille de la Montagne Blanche qui l'oppose aux troupes de la Ligue catholique et du Saint-Empire romain germanique commandées par le comte de Tilly et Bucquoy le 8 novembre 1620. Cette bataille se solde, pour les partisans de Frédéric V, par une déroute totale qui provoque la fuite du « roi d'un hiver » et de son conseiller, ainsi que par la disparition de l'union protestante qui est dissoute de fait dès 1621. Christian se rend alors en Suède, avant de rejoindre la ville de Flensbourg, qui appartient à cette époque au Danemark.
Finalement, son demi-frère, le prince Louis d'Anhalt-Köthen envoie Diederich von dem Werder auprès de l'empereur Ferdinand II pour obtenir la levée de la mise au ban de Christian. Cela lui est accordé le 19 juillet 1624 et il obtient alors le droit de revenir dans son château de Bernbourg.
Le prince Christian Ier meurt le 17 avril 1630 à l'âge de 62 ans à Bernbourg. Il y avait fait construire, de son vivant, dans l'Église Saint-Gilles du château, un monument funéraire familial qu'il fut le premier prince d'Anhalt-Bernbourg à occuper. Son fils Christian II d'Anhalt-Bernbourg, né en 1599, lui succéda.

## Descendance
Le 2 juillet 1595, Christian épouse Anne (4 janvier 1579 – 9 décembre 1624), fille du comte Arnold IV de Bentheim-Tecklembourg (de). Ils ont seize enfants :
- Frédéric-Christian (2 mai 1596 – 2 mai 1596) ;
- Amélie-Julienne (10 septembre 1597 – 11 août 1605) ;
- Christian II (11 août 1599 – 22 septembre 1656), prince d'Anhalt-Bernbourg ;
- Éléonore d'Anhalt-Bernbourg (7 août 1600 – 17 juillet 1657), épouse en 1626 le duc Jean-Albert II de Mecklembourg-Güstrow ;
- une fille (mai ? 1601)
- Sibylle-Élisabeth (10 février 1602 – 15 août 1648) ;
- Anne-Madeleine (8 mars 1603 – 30 octobre 1611) ;
- Anne-Sophie (10 juin 1604 – 1er septembre 1640) ;
- Louise-Amélie (14 janvier 1606 – 17 octobre 1635) ;
- Ernest (19 mai 1608 – 3 décembre 1632), mortellement blessé à la bataille de Lützen ;
- Amoena-Julienne (13 novembre 1609 – 31 juillet 1628) ;
- Agnès-Madeleine (8 octobre 1612 – 17 juillet 1629) ;
- Frédéric (16 novembre 1613 – 30 juin 1670), prince d'Anhalt-Harzgerode ;
- Sophie-Marguerite (16 septembre 1615 – 27 décembre 1673), épouse en 1651 le prince Jean-Casimir d'Anhalt-Dessau ;
- Dorothée-Mathilde (11 août 1617 – 7 mai 1656) ;
- Frédéric-Louis (17 août 1619 – 29 janvier 1621).